# Pfarrkirche Lind ob Velden

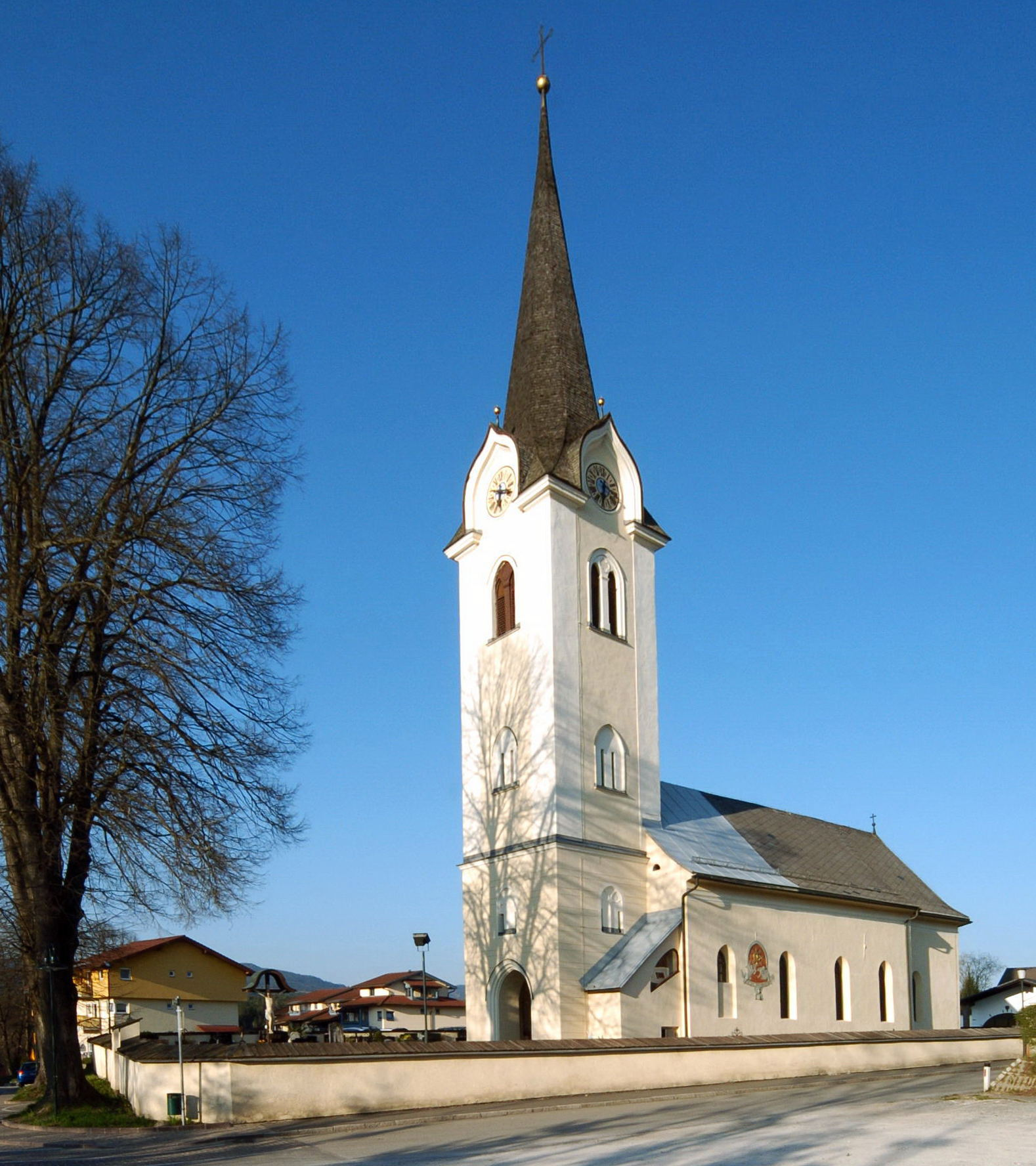
Katholische Pfarrkirche hl. Martin in Lind ob Velden

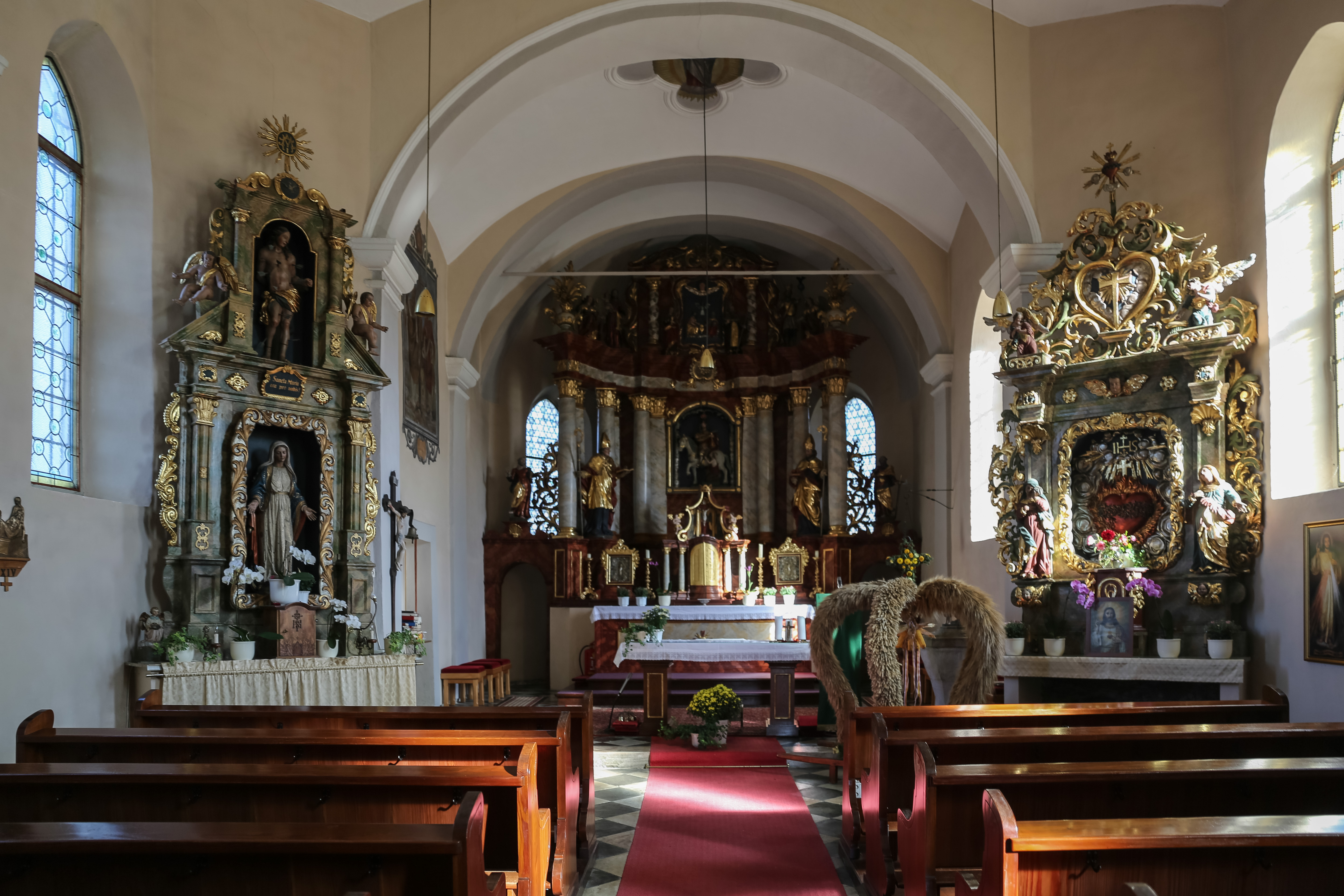
Langhaus, Blick zum Chor

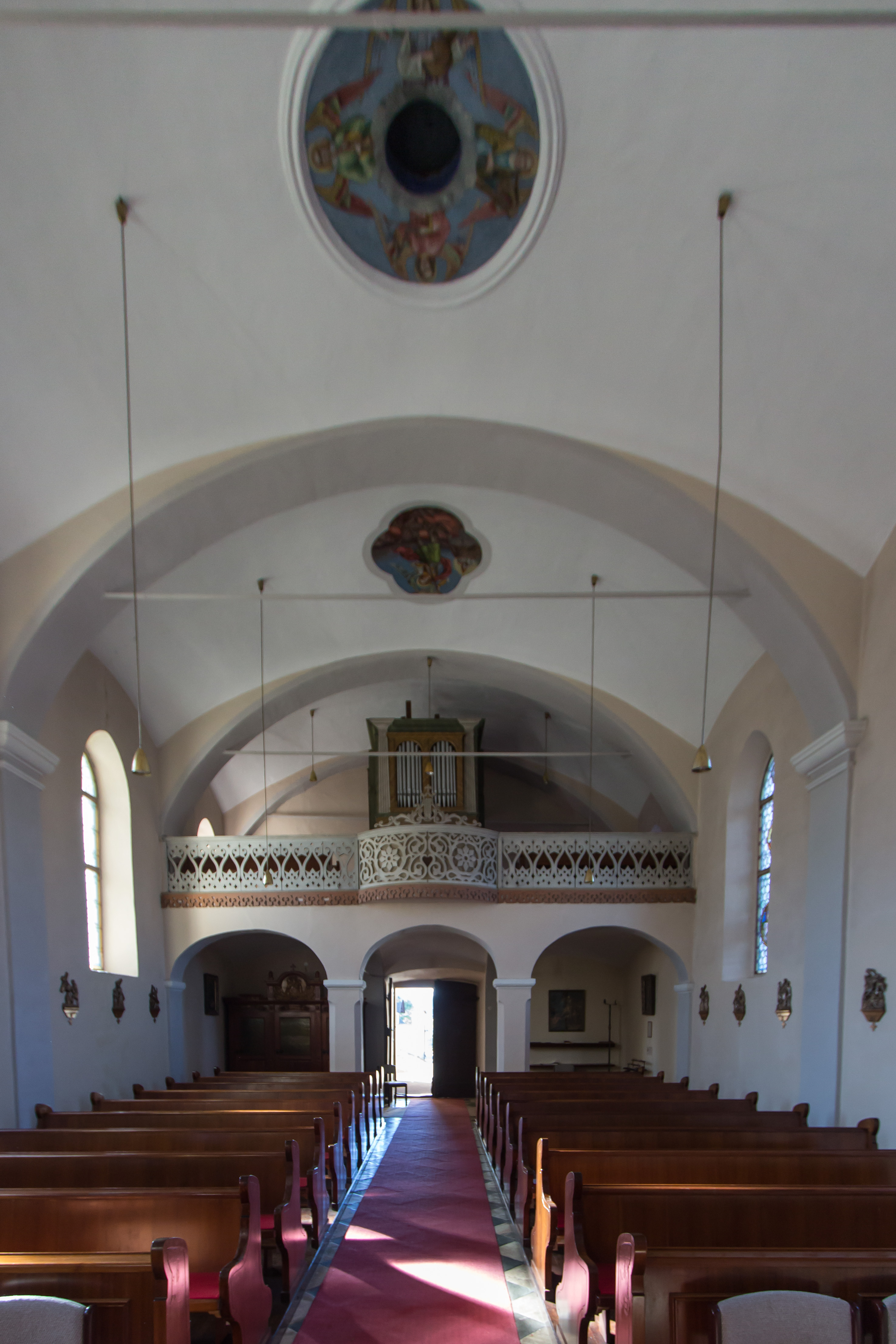
Langhaus, Blick zur Empore

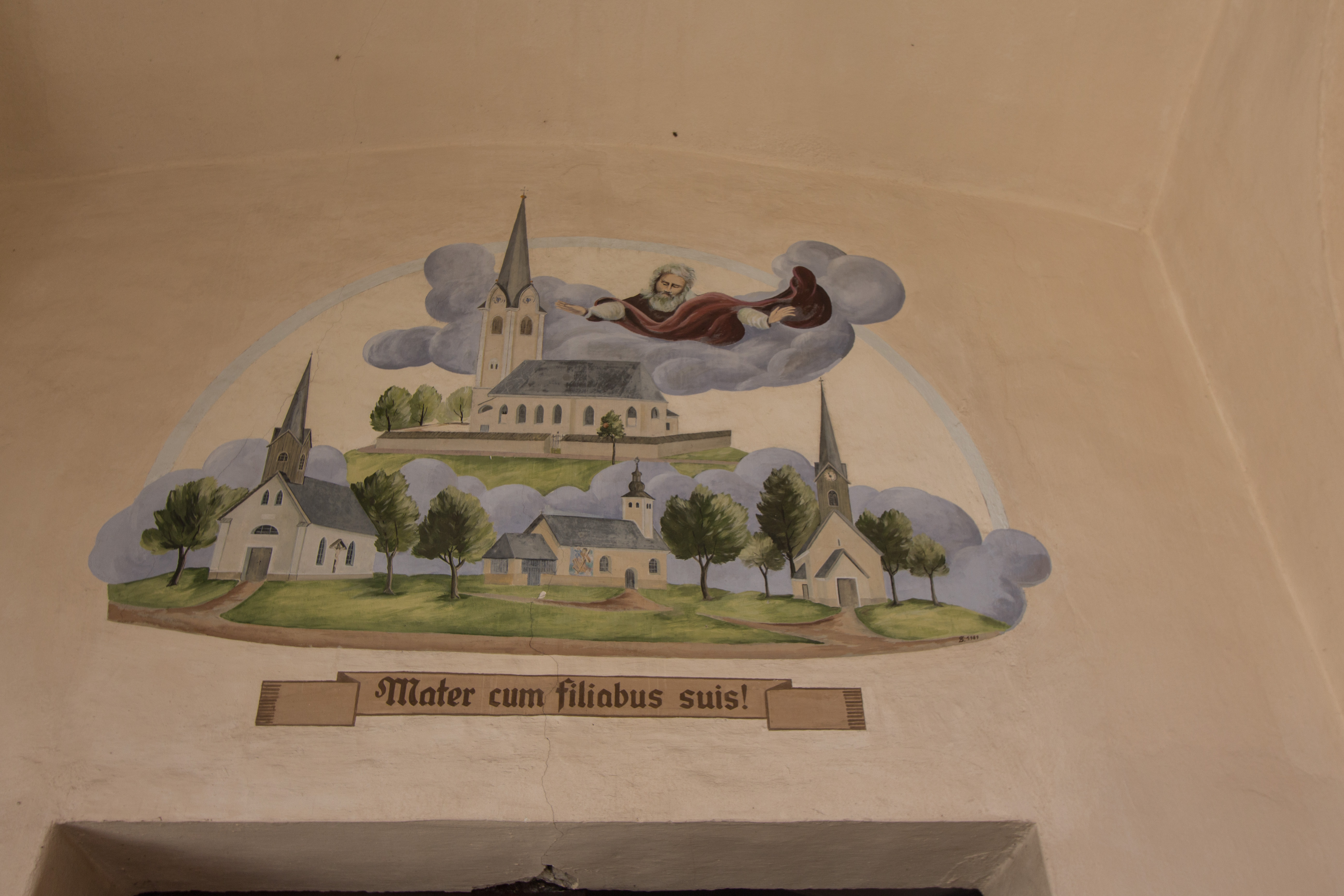
Wandmalerei der Pfarrkirche und der drei Filialkirchen

Die römisch-katholische Pfarrkirche Lind ob Velden steht in der Ortschaft Lind ob Velden in der Marktgemeinde Velden am Wörther See im Bezirk Villach-Land in Kärnten. Die dem Patrozinium des Heiligen Martin von Tours unterstellte Pfarrkirche gehört zum Dekanat Rosegg/Rožek in der Diözese Gurk-Klagenfurt. Die Kirche und der Friedhof stehen unter Denkmalschutz (Listeneintrag).

## Geschichte
Urkundlich wurde um 1600 eine Kirche genannt. 1770 wurde die Pfarre gegründet. Die heutige Kirche wurde 1843 erbaut, der Westturm wurde 1869 errichtet.

## Architektur
Die gotisierende Dorfkirche steht innerhalb einer Friedhofsmauer.
Das Kirchenäußere zeigt ein Langhaus und einen eingezogenen Chor mit einem Dreiachtelschluss. Der viergeschoßige wenig eingestellte Westturm trägt einen Spitzhelm. Nördlich steht ein Sakristeianbau. 
Der Kircheninnere zeigt im Turmerdgeschoß eine Vorhalle mit einem Aufgang zur Empore. Auf das vierjochige Langhaus folgen ein rundbogiger Triumphbogen und ein einjochiger Chor. Langhaus und Chor sind mit flachen böhmischen Kappen zwischen stichbogigen Gurten auf Wandlisenen gedeckt. Die dreiachsige gemauerte Westempore mit einer hölzernen Balustrade ist mit längsoblongen böhmischen Platzl zwischen Gurten unterwölbt.
Im Langhaus und im Chor befinden sich Deckengemälde in Medaillons. An der nördlichen Chorwand gibt es eine Wandmalerei der Heiligen Cyril und Methodius aus 1892. Die Färbelung des Kircheninneren wurde 1993 erneuert. Eine einfache Wandmalerei in der Turmvorhalle über dem Portal zum Langhaus zeigt Gottvater, der die Pfarrkirche Lind und ihre Filialkirchen St. Lambrecht, Emmersdorf und Kantnig segnet.

## Einrichtung
Der Hochaltar und der linke Seitenaltar bestanden 1843 unter Verwendung figuraler und ornamentaler barocker Teile.
Der Hochaltar in voller Breite und Höhe des Chores mit Säulen und Opfergangsportalen trägt die Figuren der Heiligen Martin und seitlich Ulrich und Nikolaus und Peter und Paul. Der linke Seitenaltar hl. Maria und im Aufsatz hl. Sebastian nennt 1843. Der rechte Altar Herz Jesu mit Laub- und Bandlwerk aus 1713 trägt seitliche Trauerfiguren und im Aufsatz ein Kreuz und Engel.
Die Orgel mit sieben Registern auf einem Manual und Pedal baute Josef Grafenauer 1860.